# Marguerite Laugier
| 1247 Memoria      | 30 de agosto de 1932   |
| 1426 Riviera      | 1 de abril de 1937     |
| 1461 Jean-Jacques | 30 de dezembro de 1937 |
| 1651 Behrens      | 23 de abril de 1936    |
| 1681 Steinmetz    | 23 de novembro de 1948 |
| 1690 Mayrhofer    | 8 de novembro de 1948  |
| 1730 Marceline    | 17 de outubro de 1936  |
| 1755 Lorbach      | 8 de novembro de 1936  |
| 1884 Skip         | 2 de março de 1943     |
| 2068 Dangreen     | 8 de janeiro de 1948   |
| 2106 Hugo         | 21 de outubro de 1936  |
| 2384 Schulhof     | 2 de março de 1943     |
| 2393 Suzuki       | 17 de novembro de 1955 |
| 2677 Joan         | 25 de março de 1935    |
| 3220 Murayama     | 22 de novembro de 1951 |
| 3568 ASCII        | 17 de outubro de 1936  |
| 4649 Sumoto       | 20 de dezembro de 1936 |
| 4909 Couteau      | 28 de setembro de 1949 |
| 6887 Hasuo        | 24 de novembro de 1951 |
| 10449 Takuma      | 16 de outubro de 1936  |
| (20959) 1936 UG   | 21 de outubro de 1936  |

Marguerite Laugier (née Lhomme; 12 de setembro de 1896 – 10 de junho de 1976) foi uma astrônoma francesa, ativa no  Observatório de Nice da década de 1930 à década de 1950.
O Minor Planet Center a credita com a descoberta de 21 asteroides numerados, feita entre 1932 e 1955.
Recebeu o Prêmio Lalande de 1939.
O asteroide 1597 Laugier, descoberto por Louis Boyer em 1949, é nomeado em sua memória (M.P.C. 4418).